# Xã Joy, Quận White, Arkansas
Xã Joy (tiếng Anh: Joy Township) là một xã thuộc quận White, tiểu bang Arkansas, Hoa Kỳ. Năm 2010, dân số của xã này là 539 người.